# Gigante (mitología griega)

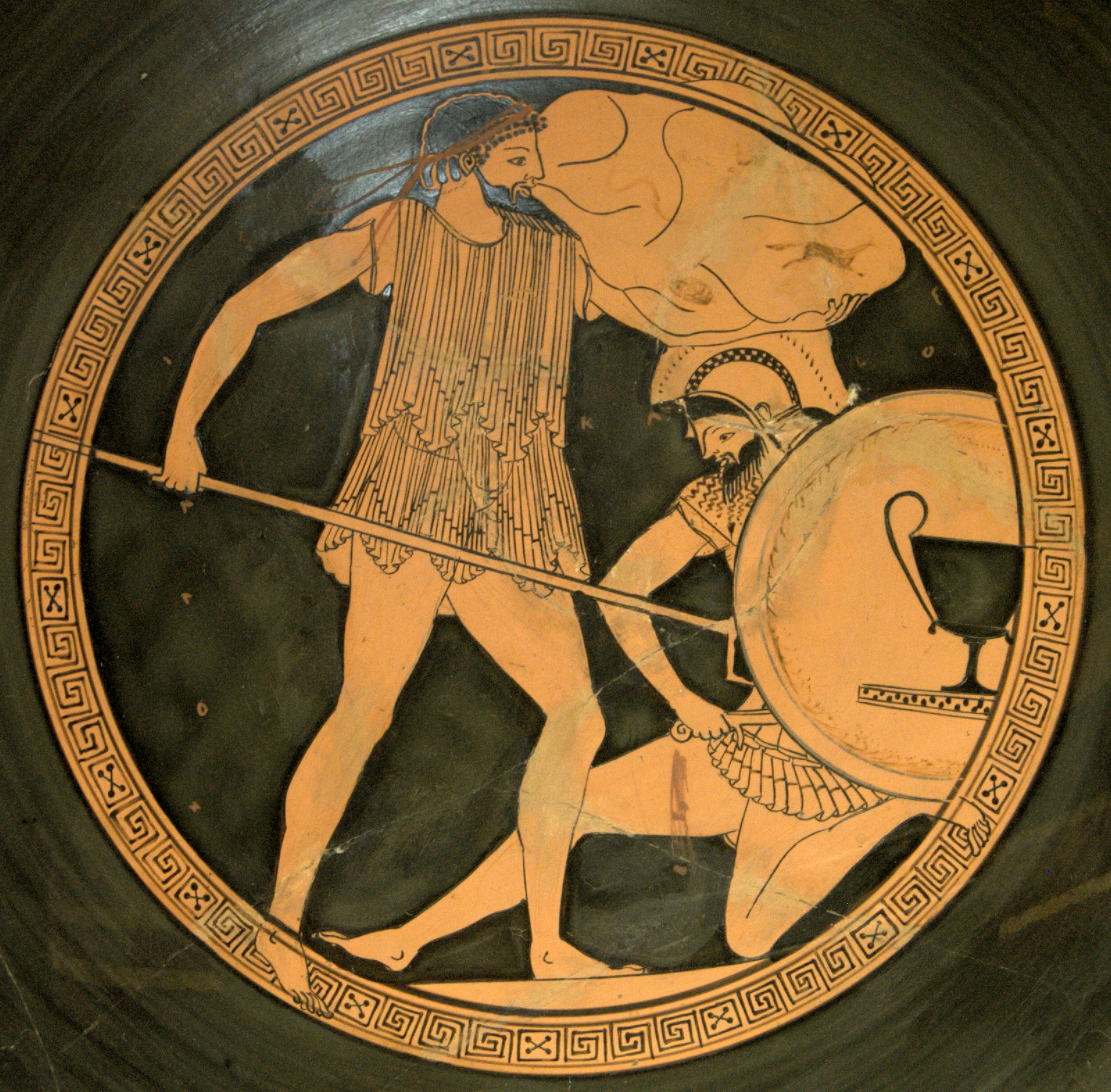
Poseidón (izquierda) con un tridente y con la isla Nísiros en su hombro, luchando contra un Gigante (posiblemente Polibotes), vaso de figuras rojas c. 500–450 a. C. (Cabinet des Medailles 573)

En la mitología griega, los gigantes (en griego: Γίγαντες, latín: Gigantes; ‘nacidos de la tierra’) son una raza caracterizada por su fuerza y agresividad excepcionales (no necesariamente por su tamaño). Son conocidos por la Gigantomaquia, su lucha contra los dioses olímpicos por la supremacía del cosmos. Conviene distinguir a los gigantes como estirpe que lucharon contra los dioses, de otros tipos de gigante cuyas tradiciones son locales.
Representaciones arcaicas y clásicas muestran a los gigantes como hoplitas con tamaño y forma humana. Representaciones posteriores (después de c. 380 a. C.) los muestran con serpientes en lugar de piernas. En tradiciones posteriores, los gigantes fueron frecuentemente confundidos con otros enemigos de los olímpicos, particularmente con los titanes, una generación anterior de hijos de Gea y Urano.
Es digno de mención que Homero, así como escritores posteriores, sitúe a los gigantes en zonas volcánicas, y la mayoría de los expertos lo hagan en áreas de Europa occidental. El origen de la historia de los gigantes debe pues buscarse probablemente en fenómenos físicos similares de la naturaleza, especialmente en los volcánicos, de los que surgieron las historias sobre los cíclopes. Estos gigantes intervienen poco en la mitología. Se dice que los gigantes que fueron derrotados fueron enterrados bajo volcanes, y que estos eran los causantes de las erupciones volcánicas y terremotos.

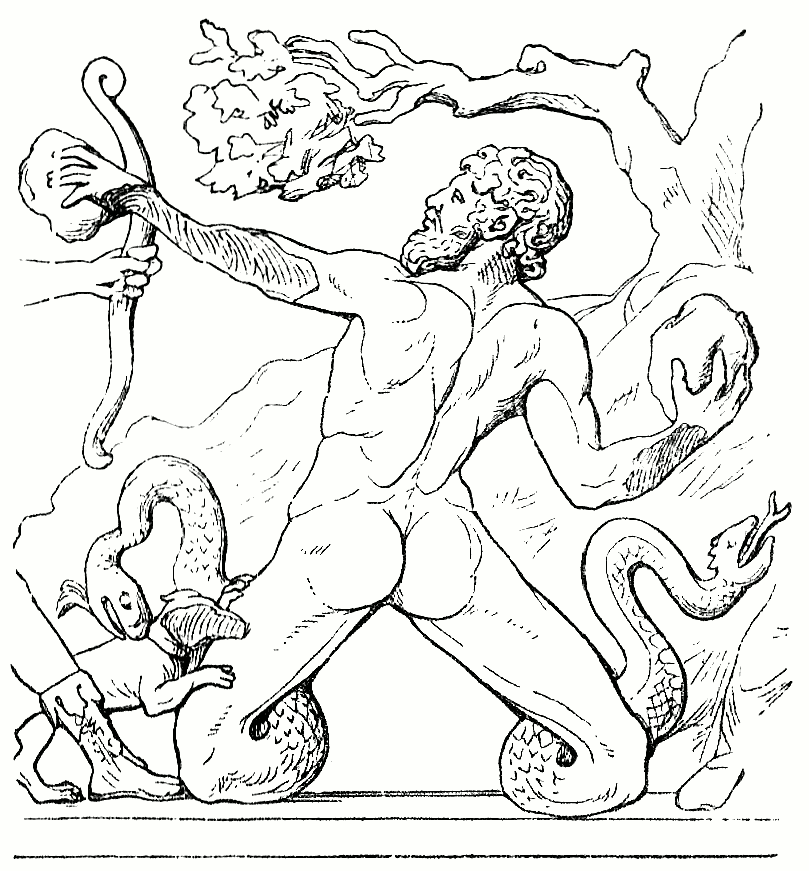
Gigante luchando contra Artemisa.

## Naturaleza, descripciones y ascendencia

### Ascendencia como «terrígenos»
Según algunos, nacieron en Flegra (‘campo en llamas’), en Sicilia, Campania o Arcadia y, según otros, Flegra era el nombre mítico de la península tracia de Palene. En cuanto a su origen, Homero tan solo dice que Eurimedonte fue el rey de los gigantes, pero Hesíodo los hace desdender de la sangre de Urano en contacto con Gea. Apolodoro explica que nacieron de la unión ordinaria entre Urano y Gea, en tanto que Higino los hace desdencer de la Tierra y el Tártaro, aunque confunde la identidad de estos. Baquílides los refiere simplemente como «hijos de la Tierra», sin especificar más datos. Más tarde el término terrígeno (gegeneis, «nacido de la tierra») se hizo común para referirlos.

### Descripciones
En cuanto a su naturaleza, Homero describe al rey gigante Eurimedonte como «de altivo corazón» (μεγαλήτορος) y a su pueblo como «soberbio» (ὑπερθύμοισι) e «insensato» (ἀτάσθαλος). Hesíodo define a los gigantes como «fuertes» (κρατερῶν) y «grandes» (μεγάλους), lo que puede o no ser una referencia a su tamaño. Aunque se trata de una posible interpolación posterior, la Teogonía también dice que los gigantes nacieron con «resplandecientes armas, que sostienen en su mano largas lanzas». Las fuentes arcaicas describen a los gigantes en su relación con la soberbia y desmesura. Píndaro describe la excesiva violencia del gigante Porfirión «irritándote más de lo justo» y Baquílides califica a los gigantes de arrogantes, diciendo que fueron destruidos por su hybris. Alcmán quizás ya había utilizado a los gigantes como ejemplo de arrogancia, siendo los versos «venganza de los dioses» y «sufrieron castigos indecibles por el mal que hicieron» posibles referencias a la Gigantomaquia. Con el paso del tiempo a los gigantes se les fueron añadiendo rasgos de dragón (‘serpiente’). Apolodoro nos concreta que eran invencibles por su tamaño y fuerza y que tenían colas de serpiente como pies. Ovidio los describe con pies de serpiente y cien brazos y Nono refiere que tenían serpientes en los cabellos.

### Desacato de los gigantes
Los autores no se ponen de acuerdo sobre qué crímenes y fechorías cometieron los gigantes para ser considerados enemigos de los dioses del Olimpo. Unos dicen habían esclavizado a los hombres, sometidos a su inmensa fuerza y constitución gigantesca. Otros que intentaron violar a Afrodita y esta tuvo que despacharlos con ayuda de Heracles. Otros más que el propio Alcioneo había expulsado de Eritía a las vacas de Helio. Pero la versión más común dice que, instigados por Gea, se atrevieron a arrojar encinas encendidas y piedras en una declaración de hostilidades contra el Olimpo.

### Confusión con otros seres
Los poetas helenísticos confunden a los gigantes con otros seres similares, especialmente en relación con las teomaquias. Así Tifón y Ofión, que tienen sus propias teomaquias contra los dioses, con citados como gigantes en la Gigantomaquia. No se sabe hasta qué punto son diferentes seres o los mismos en otra tradición. Lo mismo sucede con otros gigantes. Por ejemplo Oto y Efiales, los Alóadas, a veces son descritos por separado como parte de los gigantes que pelearon en la Gigantomaquia. Higino, en su lista de gigantes, incluye a Ceo, Jápeto, Astreo, Forco, Oto, Efialtes y Tifón; algunos de ellos son parte de los titanes. Ovidio parece confundir la Gigantomaquia con el posterior asedio del Olimpo por los Alóadas. También parece confundir a los centimanos con los gigantes, pues dice de estos últimos que tenían un «centenar de brazos». Del gigante Alpo se dice que tenía cien cabezas de serpiente como es descrito normalmente a Tifón. Calímaco y Filóstrato parece que también los están confundiendo pues dicen que Egeón causa de los terremotos, como se decía a menudo de los gigantes.

### Ovidio

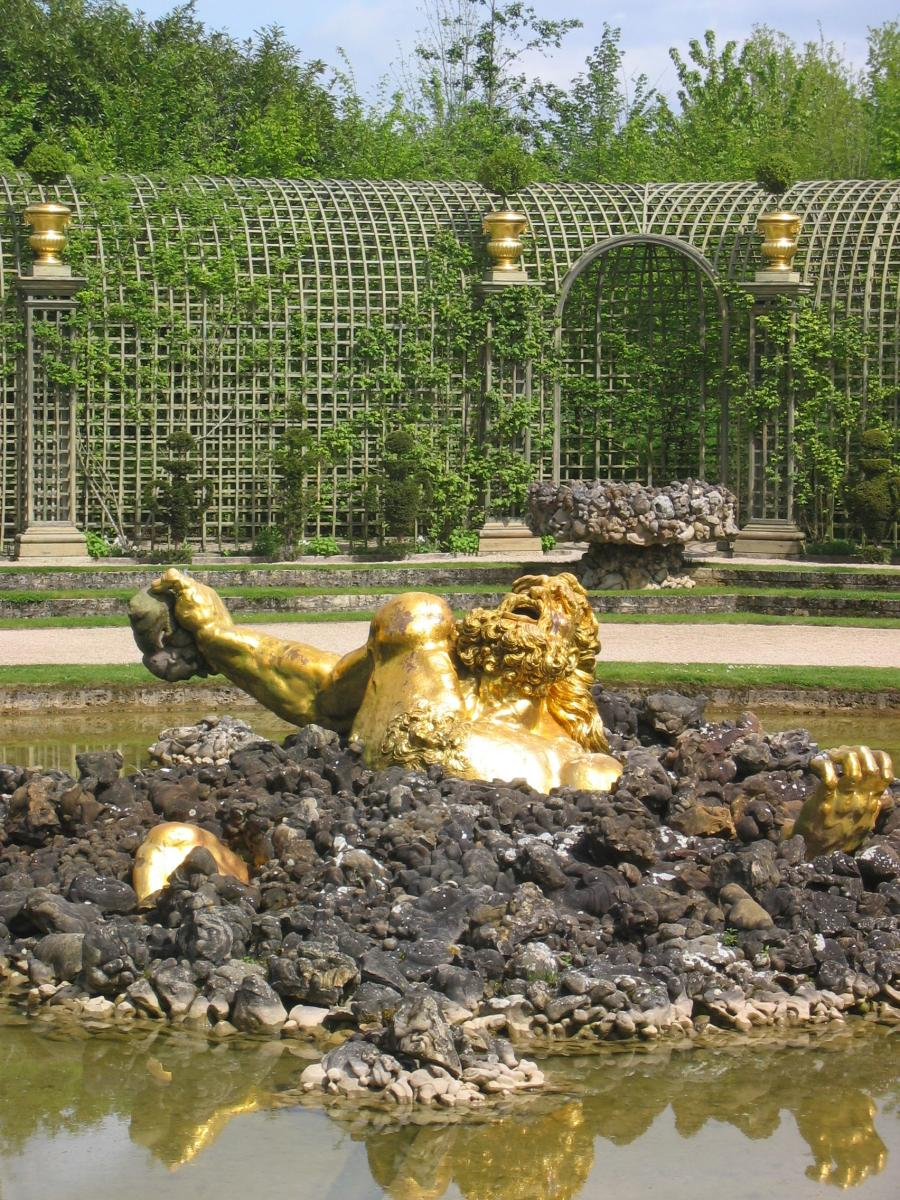
Fuente que evoca al Gigante Encélado surgiendo de la Tierra, en los jardines del Palacio de Versalles.

## Catálogo de gigantes

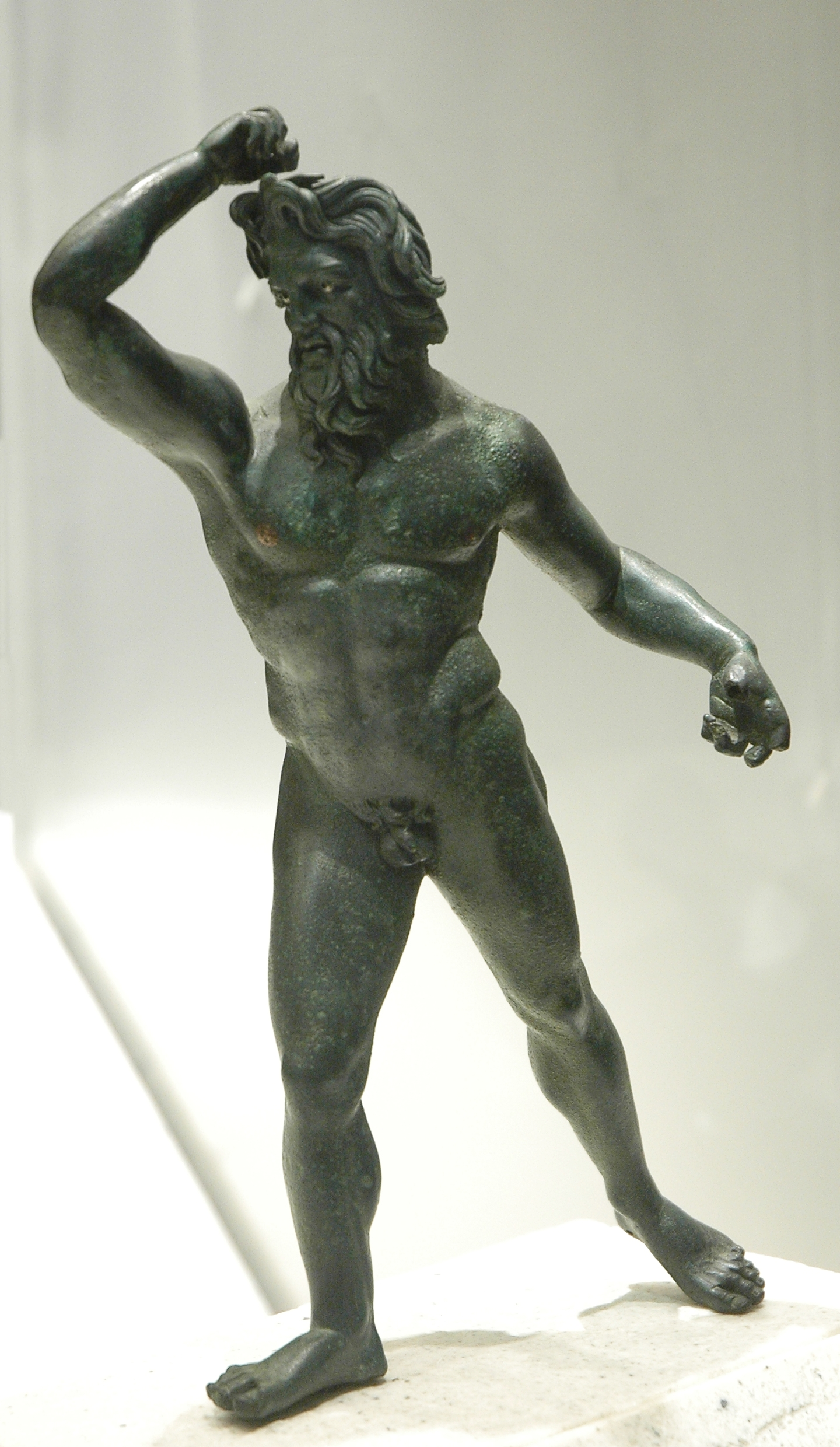
Estatuilla de bronce de un gigante procedente de Asia Menor, tercer cuarto del siglo II a. C.

## Iconografía

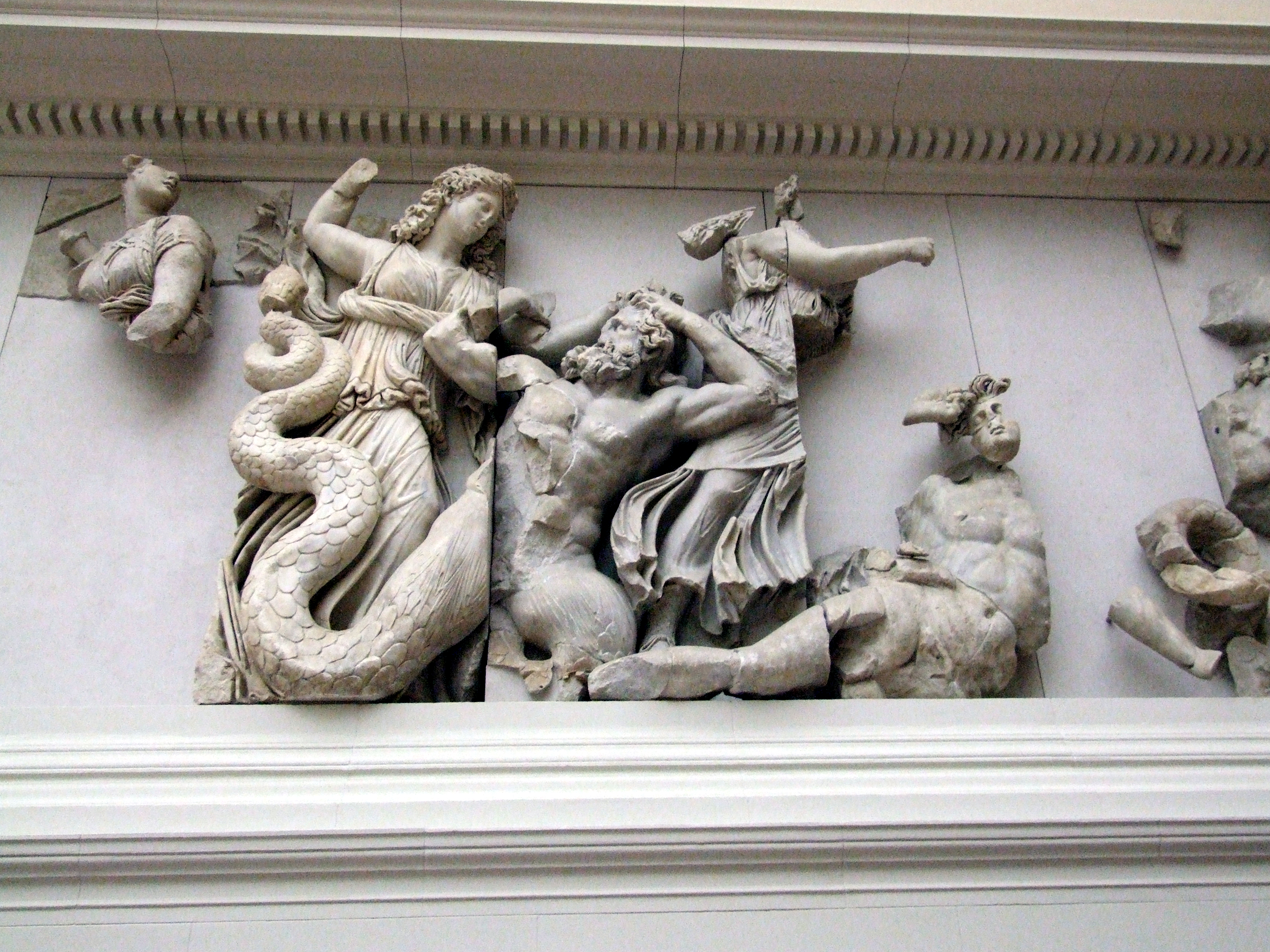
Parte del altar de Zeus de Pérgamo en el que dos gigantes —Agio y Toante— son derrotados por las Moiras. Berlín, Museo de Pérgamo.